# Gens Servilia

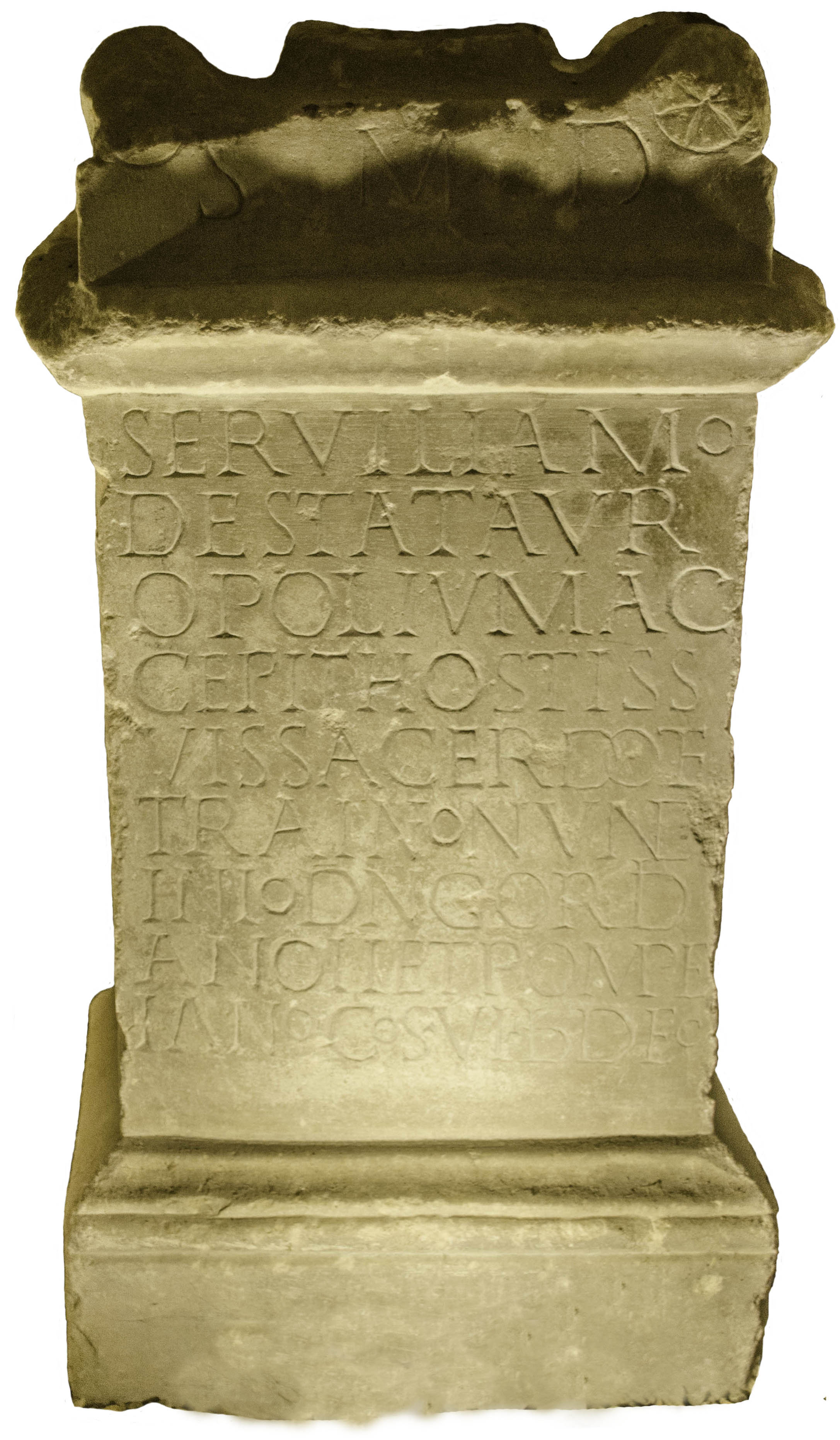
Ara taurobólica de Servilia Modesta. Museo Eugène-Camoreyt de Lectoure, Francia.

La gens Servilia fue una familia patricia de la Antigua Roma, célebre durante los primeros años de la República, época en la que pocas gentes aparecen con frecuencia en los Fastos consulares. Luego, continuó dando hombres de influencia estatal en tiempos más tardíos de la República, e incluso en el periodo imperial.  El primer miembro de la gens que obtuvo el consulado fue Publio Servilio Prisco Estructo en 495 a. C., y el último que aparece en los Fastos consulares es Quintus Servilius Silanus, en el año 189, por lo que ocuparon una posición prominente en el estado Romano durante casi setecientos años.
Como otras gentes romanas, los Servilii tuvieron su propio sacra, y se cree que emitieron un triens, o moneda de cobre, la cual aumentaba o disminuía de tamaño en el tiempo, según el prestigio de la gens.  A pesar de que los Servilii eran originalmente patricios, en la República más tardía también aparecieron Servilii plebeyos.

## Origen de la gens
Según la tradición, la gens Servilia fue una de las casas de Alba Longa trasladadas a Roma por Tulio Hostilio, y enroladas por él entre los patricios. Fue consiguientemente, una de las gentes minores.  El nomen Servilius es un apellido patronímico , derivado del praenomen Servius (que significa  el que mantiene seguro o conserva), los cuales tienen que haber sido llevados por el antepasado de la gens.